# 和泉なゆ花
和泉 なゆ花（いずみ なゆか、7月7日 - ）は日本の女性声優。千葉県出身。以前はアトリエピーチに所属していた。

## 出演

### ゲーム
- Pia♥キャロットへようこそ!!G.O. SUMMER FAIR（西明寺 美湖）[1]
- ボンバーマン 爆風戦隊ボンバーメ〜ン（ピンクボンバー）[1]
- 魔女っ娘ア・ラ・モードⅡ〜魔法と剣のストラグル〜（アエス、フェル、男の子）[1]

### オンラインゲーム
- Tongs Tongs（トト、ヘミリ、ボッグ）[1]
- マーブルパーラー（ライバル）[1]
- ネットマーブル「麻雀」「パチンコ」（エンジェル、チビデビル）[1]

### 吹き替え
- A.I.（科学者、観客）[1]

### CM
- 三井住友海上（少女、女性）[1]

### テレビ
- 土曜ワイド劇場「犬は見た」[1]
- 月曜ミステリー劇場「ペルソナの微笑」[1]

### CD
- まじかる☆QUINTETオリジナルヴォーカルアルバム「RarePretty」（「コンジキノミナモ」ヴォーカル）[1]

### CD-ROM
- 低学年・高学年「カルシウムのひみつ」（女の子）[1]

### 舞台
- 飛べない小鳥たち（シアターサンモール）[1]
- うらぼんえ（ナレーター）（江古田ストアハウス）[1]
- ラブ・レター（MC）（江古田ストアハウス）[1]

### その他
- NTTレゾナントプレゼンテーション（ナレーション）[1]
- 「解析魔法少女美咲ちゃんマジカル・オープン!」書籍販促FLASH（倉塚美咲役）[1]
- 萌え＠ちゃんねる「イメキャラボイス」（お嬢様、お姫様、軍人役）[1]